# Projet Barcode

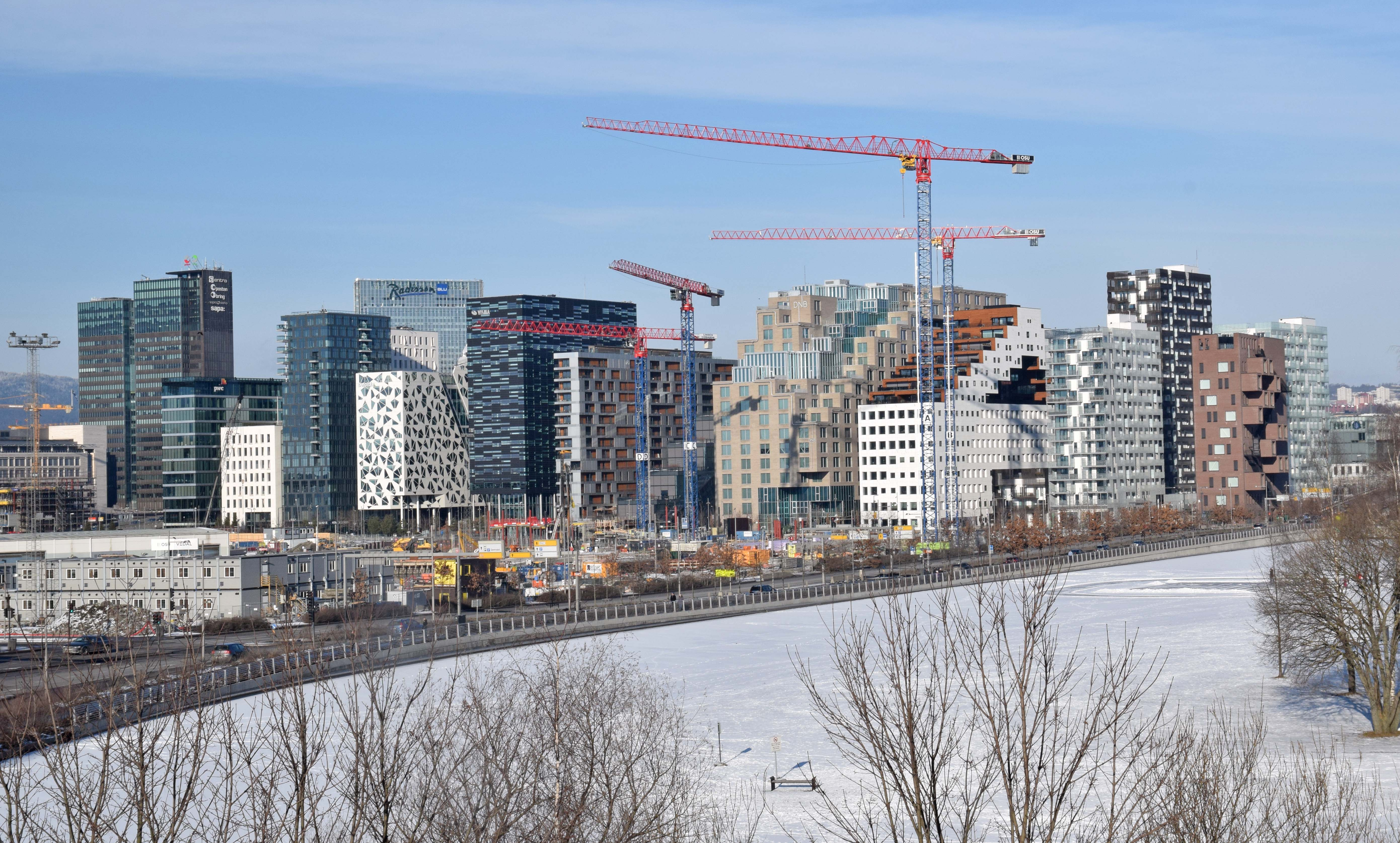
Le projet Barcode en février 2017

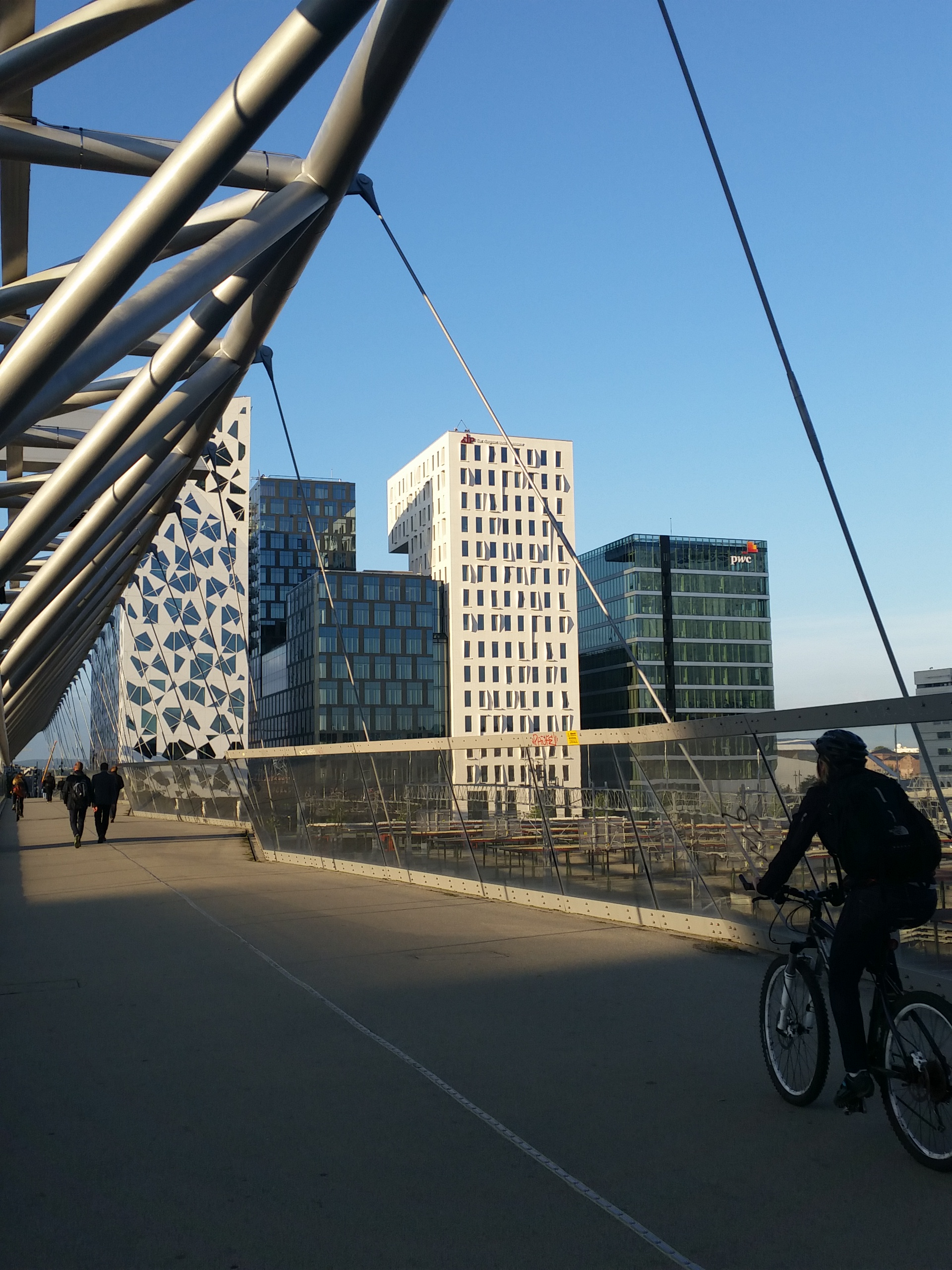
Vue depuis le pont pédestre "Akrobaten"

Le Projet Barcode est une section de Bjørvika, cette dernière étant elle-même une partie de Fjordbyen, transformation urbaine de cette partie d'Oslo à l'origine composée de docks.
La hauteur des bâtiments et l'architecture moderne de cette partie ont fait l'objet d'un débat public animé et la construction a permis d'exhumer des découvertes archéologiques.

## Histoire

### Débat public
Si le projet a suscité de l'enthousiasme et de l'intérêt pour son architecture moderne et l'opportunité de remodeler le paysage urbain et baisser la pression de la croissance rapide de la ville sans réduire les espaces verts,, une large critique de la hauteur des bâtiments a été exprimée aussi bien par des citoyens que des architectes. Une pétition d'opposition à des hauts bâtiments coupant la vue entre la ville et le fjord a recueilli plus de 30 000 signatures en 2007.

## Découvertes archéologiques
Les travaux pour le Projet Barcode ont permis de découvrir les restes de neuf navires datant de la première moitié du seizième siècle.